# Jack Davis (homme politique)
Pour les articles homonymes, voir Jack Davis et Davis.
Jack Davis, né le 6 septembre 1935 à Chicago, et mort le 4 février 2018 à Springfield est un militaire et homme politique américain, membre du Parti républicain et représentant du quatrième district de l'Illinois à la Chambre des représentants des États-Unis de 1987 à 1989, avant d'être battu par le démocrate George Sangmeister pour le poste.
Engagé dans l'US Navy entre 1956 et 1959, il est ensuite animateur d'une émission locale et a été membre de la Chambre des représentants de l'Illinois de 1976 à 1986.